# Giuseppe Merzario
Giuseppe Merzario (Asso, 1825 – Milano, 1894) è stato un patriota, politico, letterato ed educatore italiano.

## Biografia
Studente di teologia, partecipò, nel 1848, alle Cinque Giornate di Milano e combatté nella "Legione degli studenti Lombardi". Tornato in seminario, l'anno successivo, divenne sacerdote, celebrando in Asso alcuni battesimi e matrimoni. 

Smesso l'abito talare, negli anni 1862 - 1874 fu preside del liceo classico Francesco Cicognini e rettore del Convitto Cicognini di Prato. Nel 1867 fu eletto deputato, nel collegio di Erba, comprendente la Valassina. Aderì al gruppo democratico e fu rieletto fino al 1894, militando nelle file dell'Estrema Sinistra parlamentare. Fu presidente di alcune Commissioni parlamentari e dell'Amministrazione del fondo per il culto. Nel 1882 interpellò il ministro delle finanze Migliano sulle pretese dell'Intendenza di Finanza di Como su una servitù di confine, per evitare attività di contrabbando.
Scrisse Edvige (ambientato durante il regno dei Longobardi); il carme, in latino, De renovanda Roma; e la storia artistica dei cosiddetti Maestri Comacini.
Milano gli dedicò una via, mentre nel giardino pubblico di Asso gli fu eretto un busto, opera di Francesco Confalonieri, poi trasferito nell'aula del Consiglio Comunale.

## Scritti
- Giuseppe Merzario, Edvige ovvero Un episodio della Lega Lombarda. Carme latino volgarizzato, Prato 1867.
- Id., Storia del Collegio Convitto di Prato, Prato, Alberghetti, 1870.
- Id., De renovanda Roma. Josepho Garibaldi. Carmen, Prato, Aldina, 1876
- Id., Del rinnovamento di Roma. Carme tradotto dal latino dal prof. Gustavo Meniconi. Con testo a fronte, Prato, Guasti, 1876.
- Id., De renovanda Roma. Traduzione dal latino del prof. Pietro Tosi, Prato, Guasti, 1877.
- Id., In commemorazione di Giuseppe Garibaldi. Discorso pronunciato in Como il 9 luglio 1882, Como, Giorgetti, 1882.
- Id., I Maestri Comacini. Storia artistica di mille duecento anni (600 – 1800), Milano, G. Agnelli, 1893.